# Jón úr Vör
Jón Jónsson, känd som Jón úr Vör, född 21 januari 1917 i Patreksfjörður, död 4 mars 2000 i Kópavogur, var en isländsk poet. Han ansågs av den svenske översättaren Inge Knutsson vara en av de första modernistiska poeterna inom den isländska litteraturen.
Det isländska poesipriset Jón från Vörs diktkäpp (isländska: Ljóðstafur Jóns úr Vör) som instiftades 2002 är uppkallat efter Jónsson.